# 장징후이

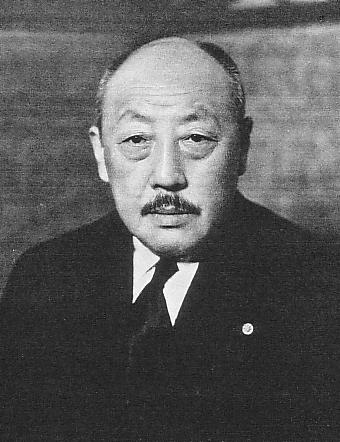
장징후이

장징후이(張景惠, 1871년 ~ 1956년 1월 11일)는 일본 제국의 괴뢰정부국이었던 만주국의 총리대신을 지낸 정치가이다. 이후에는 중화인민공화국에 의해 수용소에 감금되어 있었다. 자(字)는 쉬우(叙五)이다.

## 초기 이력
랴오닝성 타이안 현의 농가에서 태어났다. 청년시절 두부를 만들어 팔았으며, 친구사귀기에 능했고, 도박을 좋아하였다. 청일 전쟁 이후, 청나라는 만주지역의 통치력을 상실했고, 각지에서 기회를 틈타 무장세력이 발호하였다.
장징후이도 마을의 상무회장(商務會長)을 맡아서 자신의 사병격인 자위단을 조직하여 마을의 상인들과 부자들을 보호하였다. 당시 장쭤린이 토비인 진슈찬의 습격을 받자, 바자오타이(八角台)로 와서 펑더린에게 몸을 의탁하였다. 장쭤린과 장징후이는 만나자마자 의기투합하였다. 장징후이는 장쭤린을 자위단의 우두머리가 되기를 청했고, 스스로는 그의 부하가 되기를 원했다. 이때부터 그는 장쭤린의 말이라면 무조건 따랐다.

## 장쭤린의 부하로서
1902년 장쭤린은 청나라 조정에 출사하기로 결정했고, 장징후이도 그것을 따랐다. 그리하여 처음에는 초관(哨官, 하급장교계급)이 되었고, 1903년에는 방대(帮带)로 승진하여 청나라의 정식 군인이 되었다.
1906년, 장쭤린은 후로순방영총령(後路巡防營統令)에 임명되었고, 장징후이도 같이 승진하여 관대(冠帶)에 임명되었다. 1910년 청나라 중앙 관군 군사에서 쫓겨난 장쭤린은 함께 쫓겨난 장징후이, 탕위린, 장쭤샹 등에게 지시하여 현역 군관으로서 펑톈강무당(奉天講武堂, 봉천군사학교)에서 군사학을 공부할 것을 권유하였다. 또한 장징후이에게는 수시로 펑톈의 군사, 정치 동향을 보고하라고 지시하였다. 장쭤린은 그리하여 봉계 군벌을 형성하기 시작했다. 장쭤린의 군대를 봉군(奉軍)이라고도 한다.
신해혁명이 발발하고 중화민국이 들어서자, 장쭤린은 제27사단장에 임명되었고, 장징후이는 그 휘하의 연대장이 되었다. 1917년 펑위린이 장쭤린과 사이가 벌어지자, 장징후이는 장쭤린 편에 섰고, 제53여단장으로 승진하였다. 1918년 2월 장징후이는 53으로 이끌고 직계 군벌을 압박하였다. 또한 일본으로부터 무기를 사들여서 7개 혼성여단을 조직했다. 장쭤린은 장징후이를 임시 편성의 봉군(奉軍) 제1사단장에 임명하였고, 그를 봉군의 지역 사령관에 임명하였다. 같은해 8월 장징후이는 양위팅과 쉬수정과 연합하여 봉군의 명의로 4개 여단을 더 모집하였고, 세력을 강화하고 장쭤린에게 비밀리에 알렸다. 장징후이는 봉군 부사령관에 임명하였고, 장쭤린의 대리역을 맡아 북경에 주재하였다. 1920년 9월 중화민국 베이징 정부(쑨원의 중화민국 광둥 정부와 다름)는 장징후이를 차하얼 도통(都統)겸 중화민국 육군 제16사단장으로 임명하였다.
제2차 직봉전쟁 중, 장징후이는 다시 봉군 서로총사령관의 중임을 맡았다. 그러나 그는 결단력이 없고, 행동이 느려서 서로군은 참패했다. 그는 베이징에서 잠시 머물렀는데, 직계 군벌인 차오쿤이 부정선거로 대총통이 되어 전국국도국(全國國道局)을 신설하자, 장징후이를 이곳의 책임자로 임명하였다. 장쭤린은 이런 장징후이의 배신을 매우 불쾌하게 생각했다. 1925년 겨울, 장징후이의 모친이 위중하다는 소식을 들었으나, 들었지만, 감히 장쭤린이 지배하는 고향에 들를 수가 없었다. 그리하여 장쭤린의 부하들에게 부탁하여, 장쭤린에게 용서를 빌었고, 장쭤린은 그를 용서하고 장례를 치를 수 있도록 허가하였다.
장징후이는 이때 펑톈(선양)에 먼저 가서, 장쭤린을 먼저 찾아가서 통곡하면서 고두사죄를 했다고 전해진다. 장쭤린은 옛 동지였던 그를 용서하고 다시 봉군 독군서참의(督軍署參議)에 임명하였다. 그리고 장쭤린을 대리하여 베이징과 톈진을 오가며 바쁘게 일했다.
1926년 이후, 장쭤린이 베이징을 장악하자, 장징후이도 육군총장과 실업총장에 임명되었다. 1928년 6월 4일, 장쭤린이 펑톈으로 돌아가면서 일본의 음모로 철도가 폭파되어 암살되었고, 장징후이도 크게 다쳤다.
1928년 말, 장쭤린의 뒤를 이어 봉군의 우두머리가 된 장쉐량은 그를 동성특별장관(東省特別長官)에 임명하였다. 그러나 장쉐량은 그와 사이가 별로 좋지 않았고, 장쉐량이 장제스에게 항복한 후에 그는 난징에 가서 군사참의원 원장을 맡았다.

## 만주국 총리
만주사변이 발발하여 1931년 만주 전역이 관동군에 점령되자, 장은 만주 하얼빈으로 돌아와 1931년 9월 27일에 "특별구 비상위원회"를 조직하였다. 이는 만주를 중국에서 분리하려던 일본의 의도에 동조한 것이다. 일본군에 끝까지 저항하던 동북군의 잔존세력인 마진산이 치치하얼에서 패주하자, 장징후이는 만주가 자치령이라고 선언했다. 장은 일본인과 타협하여 만주국의 헤이룽장성 성장에 임명되었다. 그러나 그는 자신의 본거지인 하얼빈을 떠나 치치하얼에서 거주하라는 일본의 요구를 거부하였고, 이것때문에 관동군 인사들과 사이가 좋지 않았다.
1932년 2월 마진산이 일본과 강화를 맺고, 그 조건으로 헤이룽장 성장으로 취임하여 장징후이는 잠시 그 자리를 잃었다. 그러나 마가 1932년 4월 일본에 반란을 일으키자, 장징후이는 다시 헤이룽장 성장이 되었고, 만주국의 국정부 총장(국방장관)이 되었다.
1935년 5월 21일 장징후이는 관동군의 입김으로 정샤오쉬를 이어 만주국 총리대신에 올랐다. 이에 대해서 푸이는 반대했다고 한다.
만주국 총리로서 그는 수동적이고 상징적인 위치에 있었다. 그리하여 관동군에 의해 임명된 일본인 고문들이 만주국의 행정을 실제로 책임졌고, 그는 불경을 베끼는 것으로 소일하였다. 그의 과거 전력때문에 그는 "두부총리대신"으로 경멸스럽게 불리기도 했다. 그러나 장징후이는 한번은 땅을 강제로 일본인에게 불하시키려는 의도에 대해서 공개적으로 비난하기도 하였다.
그는 1932년 3월 9일에서 1945년 8월 18일까지 만주국 총리대신 재임 시절에는 총리대신 재임 최후기였던 1945년 8월 16일에서 이틀 후 1945년 8월 18일까지 만주국 군주 강덕제 푸이의 섭정을 전담하기도 하였다.

## 전후
장은 일본의 항복이후 만주국이 붕괴할 때까지 10여년간 총리대신으로 남아있었다. 도조 히데키가 주도한 대동아회의에 참석하기 위해 만주국 대표로 일본을 방문하기도 하였다. 일본이 항복한 이후, 그는 소련군에 체포되어 시베리아에 끌려갔다가, 후에 중화인민공화국이 건국되자 그에 넘겨져 푸순전범관리소에 수용되었다. 1957년 그곳에서 86세로 사망하였다.

## 가족
제6남인 장멍스는 베이징국제관계학원의 일본학부 주임으로 일했고, 2004년에 중화인민공화국의 제7기 전국정협위원으로 선출되었다.

## 같이 보기
- 국무총리대신

| 전임 정샤오쉬 | 제2대 만주국의 국무총리대신 1935년 5월 22일~ 1945년 8월 18일 | 후임 (제국 멸망) |

| 전임 아이신기오로 푸이 | 만주국의 대리청정 1945년 8월 16일~ 1945년 8월 18일 | 후임 (제국 멸망) |